# Margecianska línia
Margecianska línia je přírodní památka v katastrálním území obce Margecany v okrese Gelnica v Košickém kraji na Slovensku. Území bylo vyhlášeno v roce 1990 a jeho rozloha je 0,44 hektaru. Předmětem ochrany je skalní stěna s odkryvem jedné z tektonických linií Západních Karpat, která odděluje Volovské vrchy a Čiernou horu.